# Asclepias macvaughii
Asclepias macvaughii är en oleanderväxtart som beskrevs av R. E. Woodson. Asclepias macvaughii ingår i släktet sidenörter, och familjen oleanderväxter. Inga underarter finns listade i Catalogue of Life.